# The Ghetto (сингл Too Short)
«The Ghetto» — перший сингл з Short Dog's in the House, третього студійного альбому оклендського репера Too Short. У 2004 трек увійшов до популярної відеогри Grand Theft Auto: San Andreas, пісню можна почути на хіп-хоп радіостанції Radio Los Santos. Для інструменталу Too Short використав семпл з однойменної композиції Донні Гетевея. Пісня містить уривок з треку «Die Nigga» гурту Last Poets, який можна почути після четвертого куплету виконавця.
У композиції йде мова про боротьбу за виживання у ґето та бажання стати успішним, щоб вибратися з нього. Крім того, у пісні розповідається про зловживання наркотиками і расову гордість. Сингл розійшовся накладом у 478,5 тис. копій. RIAA надала окремку чотириразовий платиновий статус. На пісню також
існує відеокліп.

## Чартові позиції
| Чарт                                  | Найвища позиція |
| ------------------------------------- | --------------- |
| США                                   | 42              |
| US Hot Dance Music/Maxi-Singles Sales | 23              |
| US Hot R&B/Hip-Hop Singles & Tracks   | 12              |
| US Hot Rap Singles                    | 3               |